# Procryptocerus
Procryptocerus là một chi kiến trong phân họ Myrmicinae, chúng có khả năng "nhảy dù" bằng cách láy cơ thể khi chúng rơi từ trên cây. 

## Các loài
- Procryptocerus adlerzi (Mayr, 1887)
- Procryptocerus attenuatus (Smith, 1876)
- Procryptocerus balzani Emery, 1894
- Procryptocerus batesi Forel, 1899
- Procryptocerus belti Forel, 1899
- Procryptocerus carbonarius (Mayr, 1870)
- Procryptocerus clathratus Emery, 1896
- Procryptocerus convergens (Mayr, 1887)
- Procryptocerus coriarius (Mayr, 1870)
- Procryptocerus curvistriatus Kempf, 1949
- Procryptocerus elegans Santschi, 1921
- Procryptocerus ferreri Forel, 1912
- Procryptocerus gibbosus Kempf, 1949
- Procryptocerus goeldii Forel, 1899
- Procryptocerus gracilis (Smith, 1858)
- Procryptocerus hirsutus Emery, 1896
- Procryptocerus hylaeus Kempf, 1951
- Procryptocerus lenkoi Kempf, 1969
- Procryptocerus lepidus Forel, 1908
- Procryptocerus marginatus Borgmeier, 1948
- Procryptocerus mayri Forel, 1899
- Procryptocerus montanus Kempf, 1957
- Procryptocerus paleatus Emery, 1896
- Procryptocerus petiolatus (Smith, 1853)
- Procryptocerus pictipes Emery, 1896
- Procryptocerus regularis Emery, 1888
- Procryptocerus rudis (Mayr, 1870)
- Procryptocerus sampaioi Forel, 1912
- Procryptocerus scabriusculus Forel, 1899
- Procryptocerus schmalzi Emery, 1894
- Procryptocerus schmitti Forel, 1901
- Procryptocerus seabrai Kempf, 1964
- Procryptocerus spiniperdus Forel, 1899
- Procryptocerus spinosus (Smith, 1859)
- Procryptocerus striatus (Smith, 1860)
- Procryptocerus subpilosus (Smith, 1860)
- Procryptocerus sulcatus Emery, 1894
- Procryptocerus victoris Kempf, 1960
- Procryptocerus virgatus Kempf, 1964